# Benthamiella lanata
Benthamiella lanata är en potatisväxtart som beskrevs av Soriano. Benthamiella lanata ingår i släktet Benthamiella och familjen potatisväxter. Inga underarter finns listade i Catalogue of Life.